# Акуакуар
Акуакуар (абх. акәакәар) — древнее абхазское  сладкое десертное блюдо, представляющее из себя круглое (или коническое плоское) медовое печенье.
Помимо культовых целей, акваквари использовали охотники, пастухи, путешественники и туристы:  запечённый акваквари долгое время пригоден для употребления в пищу.

## Приготовление
В глубокую миску вливают мед, воду, добавляют три желтка и взбитые белки, добавляют соль и  перемешивают. Затем в эту смесь просеивают муку и замешивают тесто.  Готовое  тесто выкладывают на доску, раскатывает тонким слоем, разрезают  на куски и формируют шарики. Топленое масло разогревают в казанке, выкладывают в него шарики (примерно по 7-10 штук) и, аккуратно мешая шумовкой, обжаривают. Подают акуакуар с квашеным молоком .